# Aldehuela de Periáñez
Aldehuela de Periáñez – gmina w Hiszpanii, w prowincji Soria, w Kastylii i León, o powierzchni 27,38 km². W 2011 roku gmina liczyła 50 mieszkańców.